# Niocalite
La niocalite è un minerale.